# Mohammed VI-B
Mohammed VI-B (MN35-B) ist ein marokkanischer Erdbeobachtungssatellit und Nachfolger des im November 2017 gestarteten Mohammed VI-A (MN35-13A).
Er wurde am 21. November 2018 um 01:42 UTC mit einer Vega-Trägerrakete vom Raumfahrtzentrum Guayana in eine sonnensynchrone Umlaufbahn gebracht.
Der dreiachsenstabilisierte Satellit ist mit Kameras ausgerüstet und soll hauptsächlich für die Kartierung und Landvermessung, der Regionalentwicklung, der landwirtschaftliche Überwachung, der Verhütung und Bewältigung von Naturkatastrophen, der Überwachung von Umweltveränderungen sowie die Grenz- und Küstenüberwachung eingesetzt werden. Er wurde auf Basis des Satellitenbus AstroSat-1000 von der Thales Alenia Space gebaut und besitzt eine geplante Lebensdauer von 5 Jahren.